# قاعده کرامر
در جبر خطی، قاعده کرامر روشی صریحی برای حل دستگاه معادلات خطی ای که تعداد معادلات با تعداد مجهولات برابر و دستگاه جواب منحصر بفرد دارد، است. این روش از دترمینان‌های ماتریس (مربع) ضرایب و ماتریس‌هایی که از جایگزینی یکی از ستون‌های ماتریس ضرایب با بردار سمت راست معادله بدست می‌آید، تعریف می‌گردد. این روش به نام گابریل کرامر (۱۷۰۴–۱۷۵۲) که این روش را برای تعداد دلخواهی از مجهولات در سال ۱۷۵۰ منتشر کرد. اگرچه، کولین مک‌لورین نیز در سال ۱۷۴۸ برای موارد خاص این روش را منتشر کرده بود (و احتمالاً در ۱۷۲۹ نیز این روش شناخته شده بود).

## حالت کلی
دستگاهی با n معادله و n مجهول را نظر بگیرید، که بشکل ماتریسی زیر قابل نمایش است:
| {\displaystyle Ax=b\,} | {\displaystyle (1)\,} |

که در آن ماتریس {\displaystyle A}، n در n و دترمینانش مخالف صفر و بردار {\displaystyle x=(x_{1},\ldots ,x_{n})^{\mathrm {T} }} بردار ستونی متغیرها است.
قضیه بیان می‌کند که در این حالت معادله جواب منحصر بفردی دارد، که مقدار متغیرهایش از رابطه زیر بدست می‌آید:
{\displaystyle x_{i}={\frac {\det(A_{i})}{\det(A)}}\qquad i=1,\ldots ,n\,}
که در آن {\displaystyle A_{i}} ماتریس حاصل از جایگذاری بردار ستونی {\displaystyle b} در ستون {\displaystyle i}ام {\displaystyle A} می‌باشد.
قاعده کرامر برای معادلات با ضرایب و مجهولات تنها برایاعداد حقیقی نیست و برای هرمیدان تعریف می‌گردد. اخیراً نشان داده شده‌است که قاعده کرامر را می‌توان در زمان {\displaystyle O(n^{3})} پیاده‌سازی کرد، که قابل مقایسه با سایر روش‌های رایج برای حل دستگاه معادلات خطی مانند روش حذفی گاوسی می‌باشد.

## اثبات
می‌دانیم که {\displaystyle \det(A)\neq 0} پس بنا به خواص دترمینان، ماتریس A معکوس دارد. از معکوس داشتن A نتیجه می‌گیریم که معادله {\displaystyle Ax=b} جواب منحصر بفرد {\displaystyle A^{-1}b} را دارد.{\displaystyle (A(A^{-1}b)=(AA^{-1})b=b)}
برای هر عدد صحیح {\displaystyle i,1\leq i\leq n} {\displaystyle a_{i}} را ستون iام ماتریس {\displaystyle A} و {\displaystyle e_{i}} را ستون i ام ماتریس همانی {\displaystyle I_{n}} در نظر بگیرید و {\displaystyle X_{i}} را ماتریسی که از جایگذاری بردار ستونی {\displaystyle x} در ستون iام ماتریس همانی بدست می‌آید، در نظر بگیرید.
می‌دانیم ستون kام حاصل ضرب {\displaystyle AB} برای هر ماتریس {\displaystyle A,B}، از ضرب ماتریس {\displaystyle A} در ستون kام ماتریس {\displaystyle B} بدست می‌آید. پس به‌طور مشابه بدست می‌آید {\displaystyle Ae_{k}=a_{k}} بازای {\displaystyle k=1,\ldots ,n}. بنابراین خواهیم داشت:
{\displaystyle {\begin{array}{lll}AX_{i}&=&A(e_{1},\ldots ,e_{i-1},x,e_{i+1},\ldots ,e_{n})\\&=&(Ae_{1},\ldots ,Ae_{i-1},Ax,Ae_{i+1},\ldots ,Ae_{n})\\&=&(a_{1},\ldots ,a_{i-1},b,a_{i+1},\ldots ,a_{n})\\&=&A_{i}\end{array}}}
می‌دانیم {\displaystyle X_{i}} برابر {\displaystyle I_{n}}ای که ستون iامش با بردار ستونی x تعویض شده‌است، می‌باشد. دترمینان ماتریس {\displaystyle X_{i}} را بدست می‌آوریم:
{\displaystyle \det(X_{i})=(-1)^{i+i}x_{i}\det(I_{n-1})=1.x_{i}.1=x_{i}}
سپس دترمینان ماتریس حاصل ضرب را بدست می‌آوریم:
{\displaystyle \det(A_{i})=\det(AX_{i})=\det(A)\det(X_{i})=det(A)x_{i}}
که از اینجا خواهیم داشت:
{\displaystyle x_{i}={\frac {\det(A_{i})}{\det(A)}}}

## یافتن ماتریس معکوس
ابتدا ماتریس A, n×n را در نظر می‌گیریم
{\displaystyle \mathrm {Adj} (A)A=\mathrm {det} (A)I\,}
(Adj(A ماتریس الحاقی ماتریس A است و (det(A قابل محاسبه است و I ماتریس همانی است. اگر دترمینان A در R مخالف صفر باشد، آنگاه معکوس ماتریس A برابر است با:
{\displaystyle A^{-1}={\frac {1}{\operatorname {det} (A)}}\operatorname {Adj} (A)}
اگر R یک میدان باشد (مثل میدان اعداد حقیقی) در صورتی که det(A)≠۰ فرمولی برای محاسبه ماتریس معکوس بدست می‌آید. به شرطی که (det(A یکتا باشداین فرمول برای هر زمانی که R یک حلقه جابه جایی باشد برقرار است. اگر (det(A یکتا نباشد آنگاه A ماتریس معکوس ندارد.

## کاربردها

### فرمول صریح برای دستگاه‌های کوچک
دستگاه خطی {\displaystyle \left\{{\begin{matrix}ax+by&={\color {red}e}\\cx+dy&={\color {red}f}\end{matrix}}\right.\ } را در نظر می‌گیریم که قالب ماتریسی آن به صورت {\displaystyle {\begin{bmatrix}a&b\\c&d\end{bmatrix}}{\begin{bmatrix}x\\y\end{bmatrix}}={\begin{bmatrix}{\color {red}e}\\{\color {red}f}\end{bmatrix}}.} است. فرض می‌کنیم ad-bc≠۰ باشد.
سپس xو y را با قاعده کرامر میابیم:
{\displaystyle x={\begin{vmatrix}\color {red}{e}&b\\\color {red}{f}&d\end{vmatrix}}/{\begin{vmatrix}a&b\\c&d\end{vmatrix}}={{\color {red}e}d-b{\color {red}f} \over ad-bc}\quad ,\quad y={\begin{vmatrix}a&\color {red}{e}\\c&\color {red}{f}\end{vmatrix}}/{\begin{vmatrix}a&b\\c&d\end{vmatrix}}={a{\color {red}f}-{\color {red}e}c \over ad-bc}}

این قانون در ماتریس‌های ۳×۳ مشابه است.دستگاه{\displaystyle \left\{{\begin{matrix}ax+by+cz&={\color {red}j}\\dx+ey+fz&={\color {red}k}\\gx+hy+iz&={\color {red}l}\end{matrix}}\right.}را در نظر بگيريد كه فرم ماتریسی آن به صورت{\displaystyle {\begin{bmatrix}a&b&c\\d&e&f\\g&h&i\end{bmatrix}}{\begin{bmatrix}x\\y\\z\end{bmatrix}}={\begin{bmatrix}{\color {red}j}\\{\color {red}k}\\{\color {red}l}\end{bmatrix}}}است
همچنین مقادیرxو y و z از روابط زیر به دست می‌آیند:
{\displaystyle x={\frac {\begin{vmatrix}{\color {red}j}&b&c\\{\color {red}k}&e&f\\{\color {red}l}&h&i\end{vmatrix}}{\begin{vmatrix}a&b&c\\d&e&f\\g&h&i\end{vmatrix}}}\quad ,\quad y={\frac {\begin{vmatrix}a&{\color {red}j}&c\\d&{\color {red}k}&f\\g&{\color {red}l}&i\end{vmatrix}}{\begin{vmatrix}a&b&c\\d&e&f\\g&h&i\end{vmatrix}}}\quad ,\quad z={\frac {\begin{vmatrix}a&b&{\color {red}j}\\d&e&{\color {red}k}\\g&h&{\color {red}l}\end{vmatrix}}{\begin{vmatrix}a&b&c\\d&e&f\\g&h&i\end{vmatrix}}}}

### هندسه دیفرانسیل
قاعده کرامر برای حل مسائل هندسه دیفرانسیل بسیار مفید است. دو معادله {\displaystyle F(x,y,u,v)=0\,} و {\displaystyle G(x,y,u,v)=0\,} را در نظر می‌گیریم. زمانی که u و v دو متغیر مستقل باشند، x را {\displaystyle x=X(u,v)\,} و y را {\displaystyle y=Y(u,v)\,} تعریف می‌کنیم.
پیدا کردن یک معادله برای {\displaystyle {\dfrac {\partial x}{\partial u}}} یک برنامه بدیهی قاعده کرامر است.
ابتدا مشتقات F و G و x و y را محاسبه می‌کنیم.
{\displaystyle dF={\frac {\partial F}{\partial x}}dx+{\frac {\partial F}{\partial y}}dy+{\frac {\partial F}{\partial u}}du+{\frac {\partial F}{\partial v}}dv=0}
{\displaystyle dG={\frac {\partial G}{\partial x}}dx+{\frac {\partial G}{\partial y}}dy+{\frac {\partial G}{\partial u}}du+{\frac {\partial G}{\partial v}}dv=0}
{\displaystyle dx={\frac {\partial X}{\partial u}}du+{\frac {\partial X}{\partial v}}dv}
{\displaystyle dy={\frac {\partial Y}{\partial u}}du+{\frac {\partial Y}{\partial v}}dv}
dx و dy را در df وdg جایگزین می‌کنیم و به روابط زیر می‌رسیم:
{\displaystyle dF=\left({\frac {\partial F}{\partial x}}{\frac {\partial x}{\partial u}}+{\frac {\partial F}{\partial y}}{\frac {\partial y}{\partial u}}+{\frac {\partial F}{\partial u}}\right)du+\left({\frac {\partial F}{\partial x}}{\frac {\partial x}{\partial v}}+{\frac {\partial F}{\partial y}}{\frac {\partial y}{\partial v}}+{\frac {\partial F}{\partial v}}\right)dv=0}
{\displaystyle dG=\left({\frac {\partial G}{\partial x}}{\frac {\partial x}{\partial u}}+{\frac {\partial G}{\partial y}}{\frac {\partial y}{\partial u}}+{\frac {\partial G}{\partial u}}\right)du+\left({\frac {\partial G}{\partial x}}{\frac {\partial x}{\partial v}}+{\frac {\partial G}{\partial y}}{\frac {\partial y}{\partial v}}+{\frac {\partial G}{\partial v}}\right)dv=0}
تا زمانی که u و v دو متغیر مستقل باشند، ضرایب du و dv حتماً باید صفر باشد. سپس ما می‌توانیم معادلات ضرایب را بنویسیم:
{\displaystyle {\frac {\partial F}{\partial x}}{\frac {\partial x}{\partial u}}+{\frac {\partial F}{\partial y}}{\frac {\partial y}{\partial u}}=-{\frac {\partial F}{\partial u}}}
{\displaystyle {\frac {\partial G}{\partial x}}{\frac {\partial x}{\partial u}}+{\frac {\partial G}{\partial y}}{\frac {\partial y}{\partial u}}=-{\frac {\partial G}{\partial u}}}
{\displaystyle {\frac {\partial F}{\partial x}}{\frac {\partial x}{\partial v}}+{\frac {\partial F}{\partial y}}{\frac {\partial y}{\partial v}}=-{\frac {\partial F}{\partial v}}}
{\displaystyle {\frac {\partial G}{\partial x}}{\frac {\partial x}{\partial v}}+{\frac {\partial G}{\partial y}}{\frac {\partial y}{\partial v}}=-{\frac {\partial G}{\partial v}}}
حالا با توجه به قاعده کرامر می‌بینیم که:
{\displaystyle {\frac {\partial x}{\partial u}}={\frac {\begin{vmatrix}-{\frac {\partial F}{\partial u}}&{\frac {\partial F}{\partial y}}\\-{\frac {\partial G}{\partial u}}&{\frac {\partial G}{\partial y}}\end{vmatrix}}{\begin{vmatrix}{\frac {\partial F}{\partial x}}&{\frac {\partial F}{\partial y}}\\{\frac {\partial G}{\partial x}}&{\frac {\partial G}{\partial y}}\end{vmatrix}}}}
که این فرمول دو جمله از ماتریس ژاکوبی است.
{\displaystyle {\frac {\partial x}{\partial u}}=-{\frac {\left({\frac {\partial \left(F,G\right)}{\partial \left(u,y\right)}}\right)}{\left({\frac {\partial \left(F,G\right)}{\partial \left(x,y\right)}}\right)}}}
همچنین این روابط را می‌توان برای {\displaystyle {\frac {\partial x}{\partial v}}}، {\displaystyle {\frac {\partial y}{\partial u}}}، {\displaystyle {\frac {\partial y}{\partial v}}}
به دست آورد.

### معادلات دیفرانسیل معمولی
قاعده کرامر برای به دست آوردن جواب عمومی معادله دیفرانسیل خطی ناهمگن با استفاده از روش تغییر پارامترها استفاده می‌شود.

## تعبیر هندسی

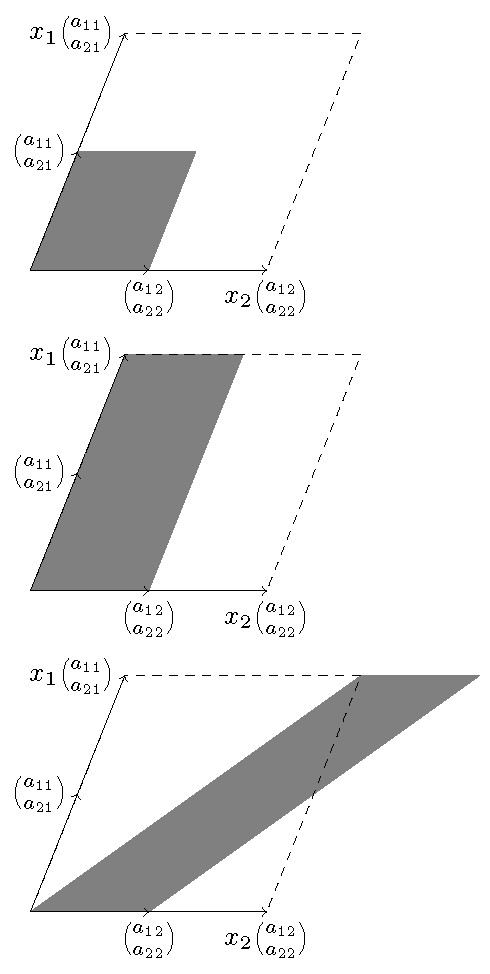
تعبیر هندسی قاعده کرامر. مساحت‌های متواضی الاضلاع‌های هاشور خوردهٔ دوم و سوم یکسان هستند و متوازی‌الاضلاع دوم برابر اولی است. قاعده کرامر از این برابری‌ها استفاده می‌کند.

قاعده کرامر تعبیر هندسی دارد که می‌توان از آن برای اثبات یا ساده کردن تصور ماهیت هندسی قاعده کرامر استفاده کرد.
دستگاه معادلات داده شده زیر را در نظر بگیرید:
{\displaystyle {\begin{matrix}a_{11}x_{1}+a_{12}x_{2}&=b_{1}\\a_{21}x_{1}+a_{22}x_{2}&=b_{2}\end{matrix}}}
می‌توان دستگاه را به صورت معادله‌ای بین دو بردار در نظر گرفت.
{\displaystyle x_{1}{\binom {a_{11}}{a_{21}}}+x_{2}{\binom {a_{12}}{a_{22}}}={\binom {b_{1}}{b_{2}}}.}
مساحت متوازی‌الاضلاع‌هایی که از روابط {\displaystyle {\binom {a_{11}}{a_{21}}}} و {\displaystyle {\binom {a_{12}}{a_{22}}}} بدست می‌آیند، را می‌توان از دترمینان دستگاه معادلات بدست آورد:
{\displaystyle \left|{\begin{matrix}a_{11}&a_{12}\\a_{21}&a_{22}\end{matrix}}\right|.}
بصورت کلی اگر تعداد متغیرها از معادلات بیشتر باشد، دترمینان {\displaystyle n} بردار از طول {\displaystyle n} حجم متوازی السطوح که از آن بردارها در فضای اقلیدسی {\displaystyle n} بعدی ساخته می‌شود، را محاسبه می‌کند.
بنابراین مساحت متوازی‌الاضلاع ای که از {\displaystyle x_{1}{\binom {a_{11}}{a_{21}}}} و {\displaystyle {\binom {a_{12}}{a_{22}}}} بدست می‌آید، باید {\displaystyle x_{1}} برابر مساحت اولی باشد زیرا یکی از اضلاع آن توسط این تابع چند برابر شده‌است.
حال مسحات آخرین متوازی‌الاضلاع، با استفاده از اصل کاوالیری، مساحتی برابر با متوازی‌الاضلاعی است که از {\displaystyle {\binom {b_{1}}{b_{2}}}=x_{1}{\binom {a_{11}}{a_{21}}}+x_{2}{\binom {a_{12}}{a_{22}}}} و {\displaystyle {\binom {a_{12}}{a_{22}}}} بدست می‌آید.
برابر کردن مساحت‌های آخرین و دومین متوازی‌الاضلاع معادله {\displaystyle \left|{\begin{matrix}b_{1}&a_{12}\\b_{2}&a_{22}\end{matrix}}\right|=\left|{\begin{matrix}a_{11}x_{1}&a_{12}\\a_{21}x_{1}&a_{22}\end{matrix}}\right|=x_{1}\left|{\begin{matrix}a_{11}&a_{12}\\a_{21}&a_{22}\end{matrix}}\right|}
را می‌دهد که قاعده کرامر از آن استفاده می‌کند.

## اثبات کوتاه
اثباتی کوتاه برای قاعده کرامر می‌توان ارئه داد. فرض می‌کنیم {\displaystyle x_{1}} دترمینان ماتریس زیر باشد.
{\displaystyle X_{1}={\begin{bmatrix}x_{1}&0&0&\dots &0\\x_{2}&1&0&\dots &0\\x_{3}&0&1&\dots &0\\\vdots &\vdots &\vdots &\ddots &\vdots \\x_{n}&0&0&\dots &1\end{bmatrix}}}
از سوی دیگر، فرض کنید ماتریس اصلی ما {\displaystyle A} معکوس پذیر باشد، ماتریس {\displaystyle X_{1}} ستون‌های {\displaystyle A^{-1}b,A^{-1}v_{2},\ldots ,A^{-1}v_{n}} را دارد که {\displaystyle v_{k}} {\displaystyle k}-امین بردار ماتریس {\displaystyle A} باشد. باید آورید که {\displaystyle A_{1}} ستون‌های {\displaystyle b,v_{2},\ldots ,v_{n}} را دارا می‌باشد؛ بنابراین ما {\displaystyle x_{1}=\det(X_{1})=\det(A^{-1})\det(A_{1})={\frac {\det(A_{1})}{\det(A)}}} را خواهیم داشت که همان چیزی است که دنبالش می‌گشتیم. اثبات بقیه {\displaystyle x_{j}} به‌طور مشابه می‌باشد.

## موارد ناسازگار و نامعین
یک دستگاه معادله زمانی ناسازگار است که هیچ جوابی ندارد و زمانی نا مشخص است که بیش از یک جواب داشته باشد. برای معادلات خطی دستگاه نامعین بی شمار جواب خواهد داشت (اگر میدان نامحدود باشد). ار آنجاییکه جواب می‌تواند در جمله‌ای از یک یا چند پارامتر بیان شود پس می‌تواند مقادیر دلخواه بگیرد.
قاعده کرامر جایی که دترمینان مخالف صفر باشد روی مورد اعمال می‌شود. در مورد مقابل دستگاه بر اساس مقدار دترمینان برای دستگاه‌های ۲×۲ یا نامعین است یا ناسازگار.
برای دستگاه‌های ۳×۳ یا بالاتر باید به نکته‌ای اشاره کرد که اگر ماتریس ضریب دترمینان مساوی با صفر باشد اگر صورت کسر دترمینان مخالف صفر بود حتماً این دستگاه ناسازگار است.
اگرچه این حرف اشتباه است که :دترمینان‌های مساوی صفر به اینکه دستگاه نامعین است اشاره ندارند. در مثال زیر دترمینان‌ها مساوی صفر هستند ولی دستگاه ۳×۳ هنوز نامعین است.
{\displaystyle x+y+z=1,x+y+z=2,x+y+z=3}